# Acer Iconia

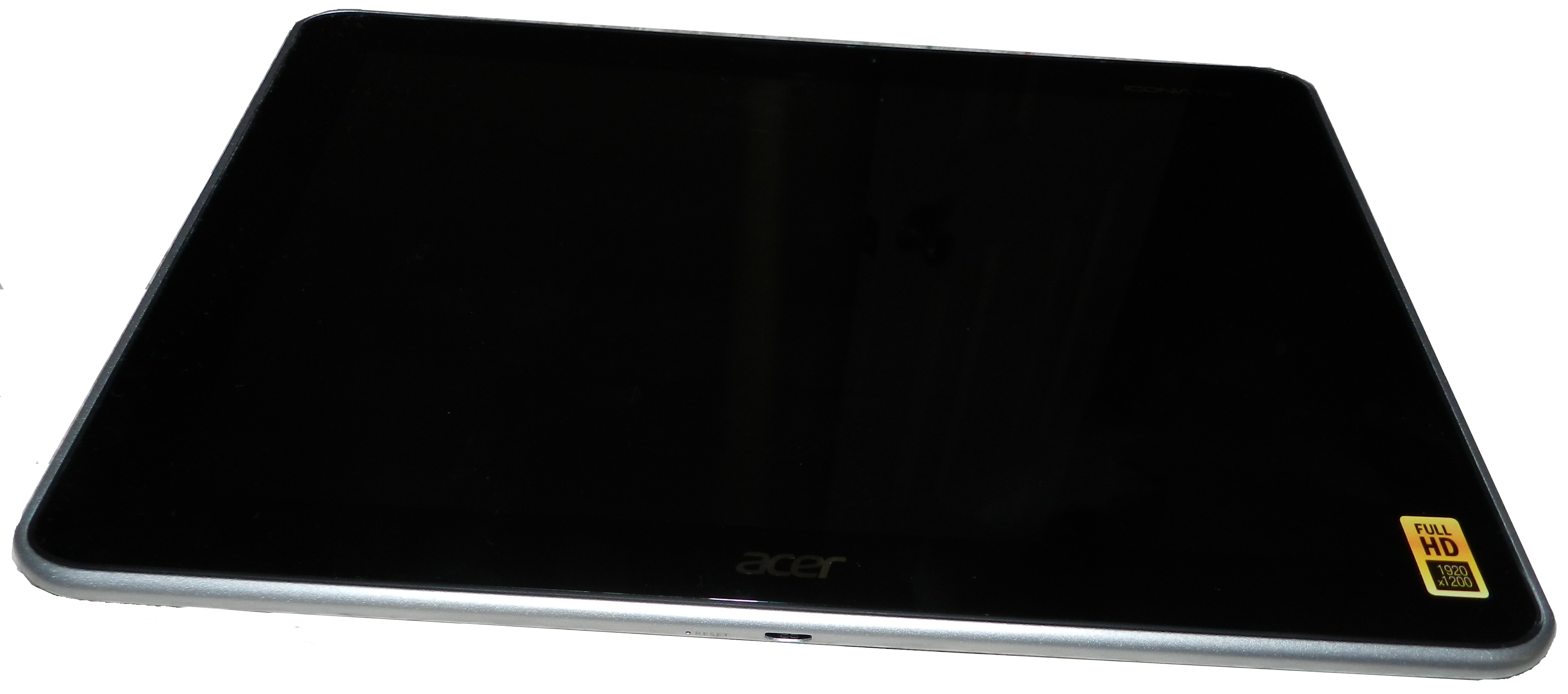
Une tablette Acer Iconia 700.

L'Acer Iconia est une série de périphériques tactiles (tablettes et ordinateurs portables) fabriquée par Acer Inc.. Elle a été dévoilée le 23 novembre 2010 lors d'une conférence de presse organisée par ce constructeur.

## La gamme

### Iconia 484G64
Cet ordinateur portable a la particularité d'être constitué d'une paire d'écrans LCD tactiles de 14 pouces (le 2e écran remplace le clavier). L'appareil pèse 2,8 kg et fonctionne avec le système d'exploitation Windows 7. Il est équipé d'un processeur Intel Core i5-480, de 4 Go de RAM, d'un disque dur de 640 Go, trois ports USB, une sortie HDMI et peut communiquer par 3G, Wi-Fi ou Bluetooth. Son autonomie est de 3 heures.

### Iconia Tab
De nombreuses tablettes ont vu le jour sous le nom d'Acer Iconia. Elles sont en majorité livrées avec Android Honeycomb et proposent une mise à niveau vers Ice Cream Sandwich.

#### A500 Series

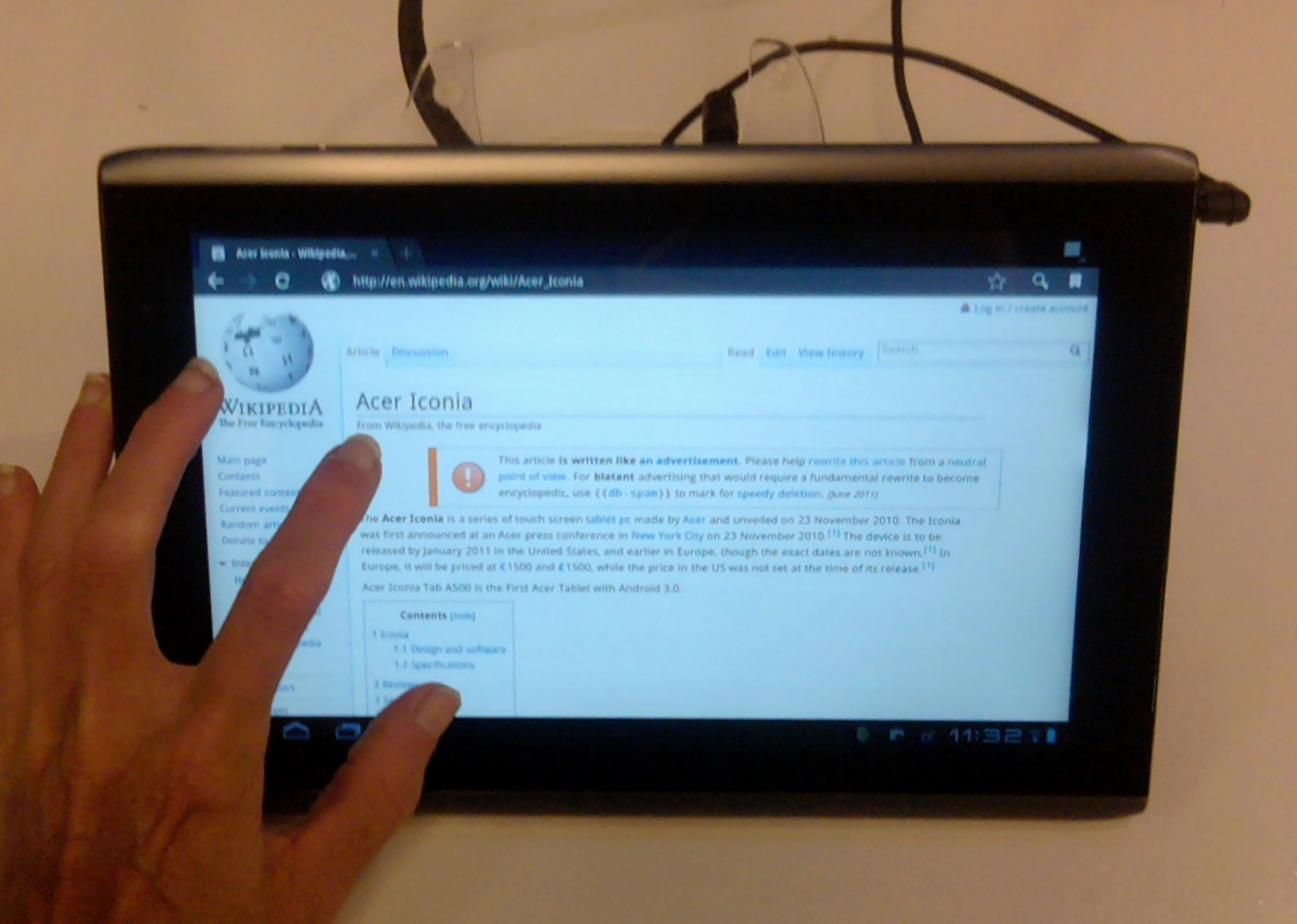
Acer Iconia Tab A500

L'Acer A500 possède un écran LED multi-touch et brillant de 10,1 pouces d'une résolution de 1 280 × 800 px offrant un rendu haute-définition en format 720p. Elle est équipée d'un processeur double cœur Nvidia Tegra 2 double cœur de 1 GHz avec 1 Go de mémoire vive, d'une caméra arrière de 5 mégapixels, d'un capteur frontal de 2 mégapixels et possède une autonomie de 7 heures. Elle est actuellement disponible en 16 Go ou 32 Go. L'Acer A500 est mise à jour vers Ice Cream Sandwich 4.0.3 depuis avril 2012.
La version A501 propose également une connectivité 3G.

#### A100 Series
La tablette Iconia A100 est la plus petite tablette de la série avec un écran de 7 pouces d'une résolution de 1 024 × 600 px. Elle possède un espace de stockage de 8 Go. Dévoilée en juin 2012 à l’occasion du Computex, la A110 dispose d'une Tegra 3 cadencé à 1,2 GHz. Mais cette version améliorée de la A100 n'a pas être retenue par Acer France

#### A200 Series
Sorti en février 2012, cette tablette est équipée d'un écran tactile de LED de 10.1 en 1 280 × 800 px et dispose des mêmes caractéristiques que la A500. Cependant, la webcam extérieure est abandonnée. Disponible initialement sous Android 3.2 en 8 Go, 16 Go ou 32 Go, la tablette a migré sous Ice Cream Sandwich le 13 février peu après son lancement en France.
Présenté lors de l’IFA 2012, la Acer Iconia Tab A210 sera équipée d'un puce Nvidia Tegra 3 quatre cœurs cadencée à 1,3 GHz et sera disponible en 8 Go ou 16 Go

#### A700 Series
Disponible depuis juin 2012, la version haute gamme de la série Iconia Tab dispose d'un écran haute définition de 1 920 × 1 200 px. Elle est équipée d'un processeur Nvidia Tegra 3 quatre cœurs à 1,3 GHz, d'une mémoire vive de 1 Go, d'une capacité de stockage de 32 Go, et d'un capteur de 5 mégapixels.